# Isabel I de Jerusalém
Isabel I (Nablus, 1172 – Acre, 5 de abril de 1205) foi rainha de Jerusalém no período de 1190/1192?-1205. Ela era a filha de Amalrico de Jerusalém e de sua segunda esposa Maria Comnena, meia-irmã de Balduíno IV de Jerusalém e Sibila de Jerusalém, tia de Balduíno V, sobrinha-neta de um imperador bizantino, Manuel I Comneno, que havia recebido a cidade e o território de Nablus como um dom natural do seu marido, o rei. Ela casou quatro vezes.